# Barikadimystadion
Het Barikadimystadion is een voetbalstadion in de Malagassische stad Toamasina. Het stadion biedt plaats aan 20.000 toeschouwers, AS Fortior en MMM Toamasina spelen haar thuiswedstrijden in dit stadion.